# Rio Mira
De Rio Mira is een Portugese rivier in het zuiden van Alentejo die ontspringt op een hoogte van ongeveer 470 meter in de Serra do Caldeirão en die bij Vila Nova de Milfontes uitmondt in de Atlantische Oceaan. De rivier stroomt in noordwestelijke richting en heeft een lengte van 130 kilometer.

## Beschrijving

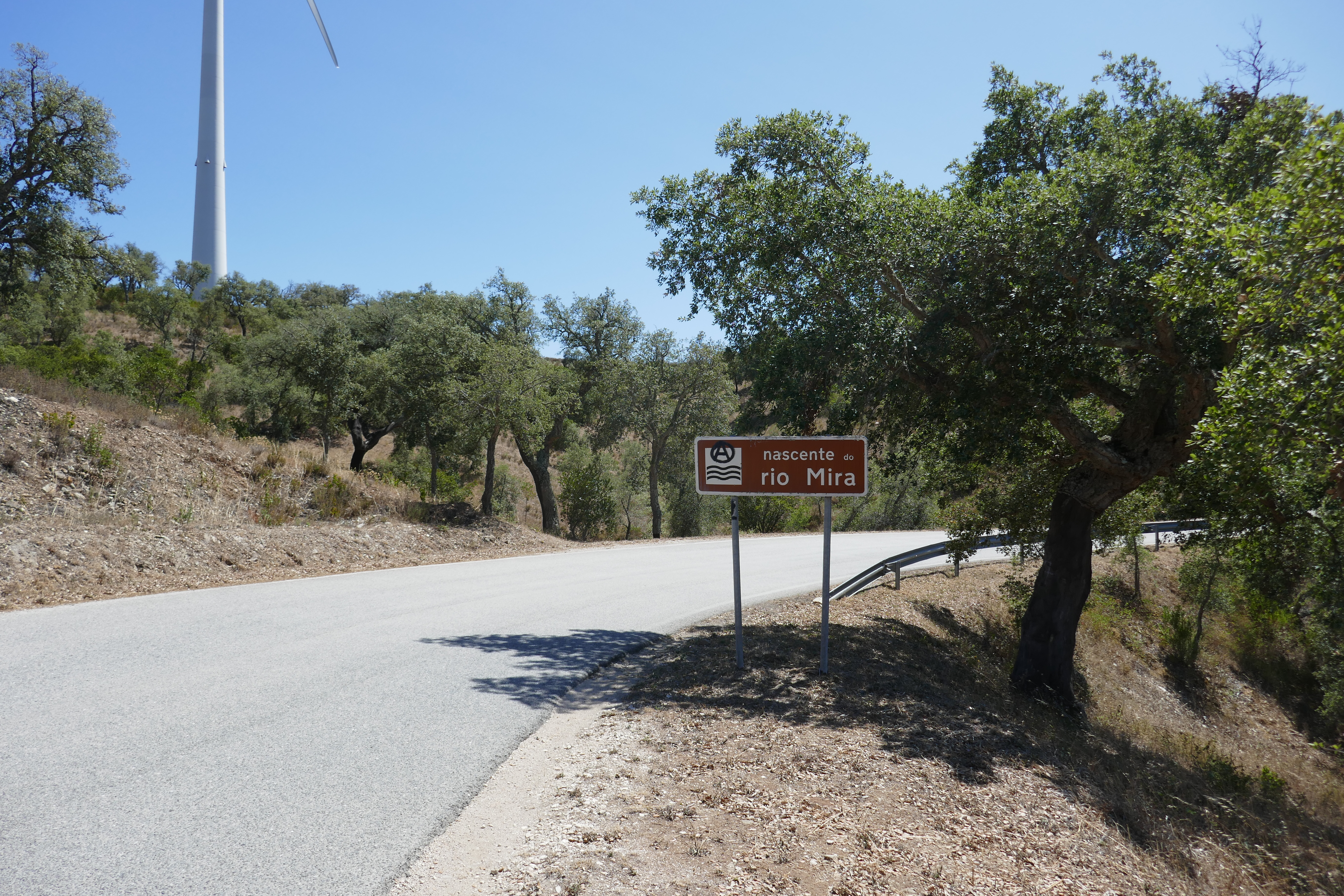
Bron van de Rio Mira

Het stroomgebied van de Mira beslaat een oppervlakte van 1540 km². In het noorden grenst het aan het stroomgebied van de Sado, in het zuiden aan de bergen van de Serra de Monchique, in het oosten aan het stroomgebied van de Guadiana en in het westen aan de kust van de Atlantische Oceaan. De belangrijkste zijrivier van de Rio Mira is de Ribeira de Torgal. Aan de oevers van de Rio Mira ligt Odemira, de grootste gemeente van Portugal. 
Het dal van de Rio Mira tussen de stad Odemira en de monding bij Vila Nova de Milfontes ligt in het nationaal park Parque Natural do Sudoeste Alentejana e Costa Vicentina. Ongeveer 10 km stroomopwaarts van Odemira ligt het stuwmeer Albufeira de Santa Clara. Door de intensieve landbouw in de regio (hoofdzakelijk kleinfruitteelt, zoals bessen) drogen de benedenloop van de Rio Mira en de aangrenzende biotopen van het nationaal park uit. Het grote aantal kleine zijrivieren in de bovenloop van de rivier staan 's zomers meestal droog, wat te wijten is aan het gebrek aan neerslag in dit gebied en de grote hitte in de zomer.